# Giles Nuttgens
Giles Nuttgens (1960) is een Brits director of photography.
Voor zijn camerawerk voor Hell or High Water van David Mackenzie uit 2016 was hij op de 70e BAFTA Awards genomineerd voor de BAFTA voor Beste Cinematografie.

## Filmografie (selectie)
- 1995: Young Indiana Jones and the Attack of the Hawkmen (televisiefilm) van Ben Burtt
- 1996: Young Indiana Jones: Travels with Father (televisiefilm) van Michael Schultz en Deepa Mehta
- 2000: Battlefield Earth van Roger Christian
- 2001: The Deep End van David Siegel en Scott McGehee
- 2002: Swimfan van John Polson
- 2004: If Only van Gil Junger
- 2005: Bee Season van David Siegel en Scott McGehee
- 2007: Hallam Foe van David Mackenzie
- 2008: The Loss of a Teardrop Diamond van Jodie Markell
- 2015: The D Train van Andrew Mogel en Jarrad Paul
- 2016: Hell or High Water van David Mackenzie
- 2024: Relay van David Mackenzie